# 五十公野村
五十公野村（いじみのむら）は、かつて新潟県北蒲原郡にあった村。

## 沿革
- 1889年（明治22年）4月1日 - 町村制施行に伴い北蒲原郡五十公野村、金谷村が合併し、五十公野村が発足。
- 1901年（明治34年）11月1日 - 北蒲原郡内竹村と合併し、五十公野村を新設[1]。
- 1917年（大正6年）3月10日 - 鴻沼村との境界変更[2][3]。
- 1955年（昭和30年）3月31日 - 新発田市に編入され消滅。

## 村長
- 相馬一郎

## 学校

### 小学校
- 五十公野村立五十公野小学校
  - 天の原分校

### 中学校
- 五十公野村立五十公野中学校

### 高等学校
- 新潟県立新発田高等学校

## 交通

### 鉄道路線
- 日本国有鉄道
  - 赤谷線
    - 五十公野駅

　※合併後の1963年には新江口駅、1973年には東中学校前仮乗降場が旧村域に設置されるが、当時は未設置。